# Institut Max-Planck de biologie cellulaire moléculaire et de génétique
L'Institut Max-Planck de biologie cellulaire moléculaire et de génétique (en allemand Max-Planck-Institut für molekulare Zellbiologie und Genetik) abrégé en MPI-CBG, où le sigle CBG est l'abréviation du nom anglais Cell Biology and Genetics) est un institut de recherche en biologie situé à  Dresde, en Allemagne et  dépendant de la Société Max-Planck. Il a été fondé en 1998 et est pleinement opérationnel depuis 2001. Plus de vingt groupes de recherche travaillent en biologie moléculaire, biologie cellulaire, biologie du développement, mathématiques et biophysique.

## Thèmes de recherche
La recherche à l'institut couvre de nombreux sujets en biologie moléculaire, biologie cellulaire, biologie du développement et également en biophysique. Le principe général de la recherche au MPI-CBG est de disséquer les fonctions cellulaires fondamentales de base et d'identifier où elles sont modifiées dans le développement et l' évolution. Le programme de recherche s'étend des molécules aux organismes et évolue continuellement,  au fur et à mesure que les chefs de groupes de recherche changent. Parmi les thèmes de recherche, il y a les moteurs moléculaires, le neurodéveloppement, la division cellulaire, les rafts lipidique, l'endocytose, l'embryogenèse et la régénération.

## Organisation

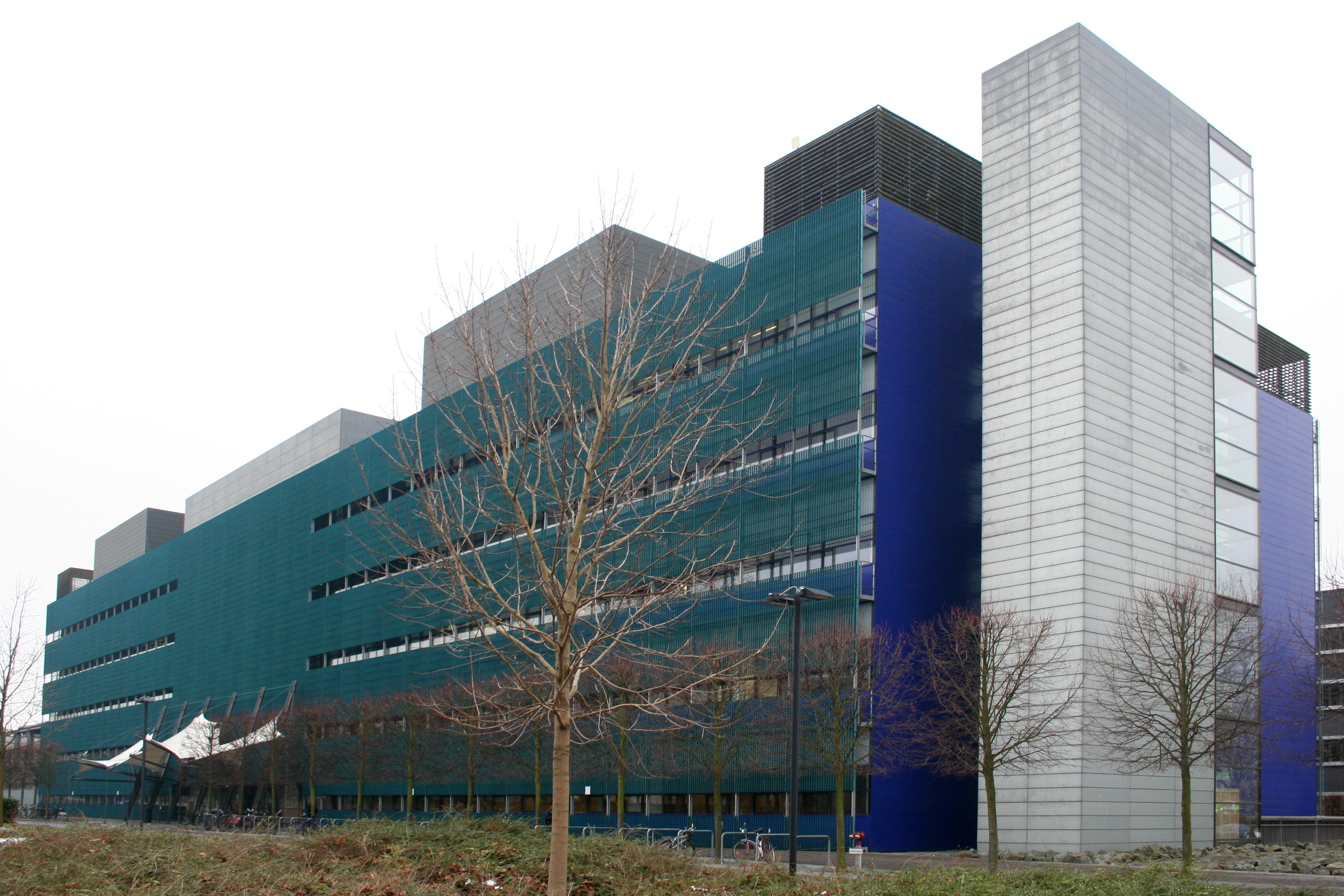
Le bâtiment de l’Institut

Le MPI-CBG est dirigé par un collège de cinq directeurs titulaires ou chefs de groupe : Anne Grapin-Botton (France) directeur exécutif (2023-2025), Stephan Grill (de) (Allemagne), Anthony Hyman (en) (Royaume Uni), Marino Zerial (de) (Italie), Meritxell Huch (Espagne), Heather Harington (Etats-Unis). 
Outre les groupes de recherche des directeurs, plus de 20 groupes de recherche indépendants
 sont dirigés par des chercheurs non titulaires et environ une vingtaine de services constituent l'infrastructure opérationnelle de l'Institut. Au total, l'Institut emploie près de 550 personnes dont environ la moitié ne sont pas allemands. L'organisation horizontale et l'absence de division en départements favorisent la communication directe et une administration simplifiée.

## Réseau de recherche
Le MPI-CBG est situé à proximité immédiate des centres de recherche de l'université technique de Dresde, de la clinique universitaire  Carl Gustav Carus, du Centre de médecine théorique (MTZ) et Centre de biotechnologies (BIOZ). Le MPI-CBG collabore avec ces quatre institutions de recherche ainsi qu’ avec d'autres centres de Dresde comme l'Institut Max-Planck de physique des systèmes complexes, et en dehors, comme l' Indo-German Max Planck Center on Lipid Research, en collaboration avec le National Centre of Biological Sciences (NCBS) de Bangalore. De plus, le MPI-CBG gère un programme international de doctorat en collaboration avec les institutions voisines.